# بات روتنفلده
باد روتهنفلد (به آلمانی: Bad Rothenfelde) یک شهر در آلمان است که در اوسنابروک واقع شده‌است. باد روتهنفلد ۷٬۳۲۳ نفر جمعیت دارد.